# 劉大年 (明朝)
劉大年（？—1639年），號方白，江西建昌府广昌县人，明末官員。崇禎十年進士。

## 生平
天啓四年（1624年）甲子科江西鄉試第四十四名舉人，崇祯十年（1637年）丁丑科會試第十名，廷試二甲第二名進士。吏部观政，本年六月授兵部职方司主事。十一年奉使南京，還朝，路經山東歷城，值清军攻打济南，城破抗節而死。贈光禄寺少卿。

## 家族
曾祖刘沐，廪生、赠按察使；祖刘承恩，廪生、赠同知，祀乡贤；父劉伸，萬曆三十五年丁未进士，云南右布政使。